# Opogona antistacta
Opogona antistacta är en fjärilsart som beskrevs av Edward Meyrick 1937. Opogona antistacta ingår i släktet Opogona och familjen äkta malar. Inga underarter finns listade i Catalogue of Life.